# Nikita Parris
Nikita Parris (Liverpool, 10 maart 1994) is een voetbalspeelster uit Engeland. Ze speelt als aanvaller voor London City Lionesses in de Super League.

## Clubcarrière
Parris maakte haar profdebuut voor Everton FC in haar geboortestad op zestienjarige leeftijd in mei 2010 in een uitwedstrijd tegen Arsenal. In augustus 2010 volgde haar tweede wedstrijd in de kwalificatiereeks voor de Champions League 2010/11. Tijdens een wedstrijd tegen Borec op 7 augustus 2010 maakte Parris twee doelpunten en hielp haar ploeg daarmee aan een 10–0 winst. Uiteindelijk speelde Parris vijd wedstrijden dat seizoen in de Champions League.  In het volgende jaar maakte Parris definitief de overstap naar de eerste selectie van Everton. Ze maakte driemaal haar opwachting in het seizoen 2011.
Tijdens het seizoen 2012 kwam Parris in tien competitiewedstrijd in actie. Het daaropvolgende seizoen wist ze zes keer tot scoren te komen in elf competitiewedstrijden. Ze maakte onderdeel andere de winnende 1-0 treffer tegen Notts County op 15 september. Ook maakte ze twee doelpunten in de Merseyside-derby tegen Liverpool, die desondanks met 4-2 verloren ging.
In 2012 wist Parris met elf doelpunten in negentien wedstrijden degradatie naar het Championship niet te voorkomen. In 2015 werd Parris genomineerd voor 'jonge speelster van het jaar' Ook volgde een nominatie voor het 'elftal van het seizoen 2014/15' Tevens werd ze benoemd tot 'Everton speelster van het jaar'.
In januari 2015 werd Parris voor een seizoen verhuurd aan competitiegenoot Manchester City. Hier trof ze haar oud teamgenoten Toni Duggan en Jill Scot. Parris maakte vier doelpunten in dertien competitiewedstrijden voor de club. Haar eerste doelpunt was de winnende tegen Sunderland door ze in de zeventiende raak te koppen vanuit een hoekschop. Tijdens een wedstrijd tegen Liverpool kopte ze opnieuw raak, ditmaal uit een vrije trap van Izzy Christiansen. Ze eindigde met Manchester City op de tweede plaats.
Parris tekende in januari 2016 een tweejarig contract bij Manchester City. In het seizoen 2016 kwam Parris eenmaal tot scoren. Tegen Sunderland maakte se de beslissende 2-0. Met de Citizens werd Parris dat seizoen landskampioen. Ook won ze de Super League Cup.

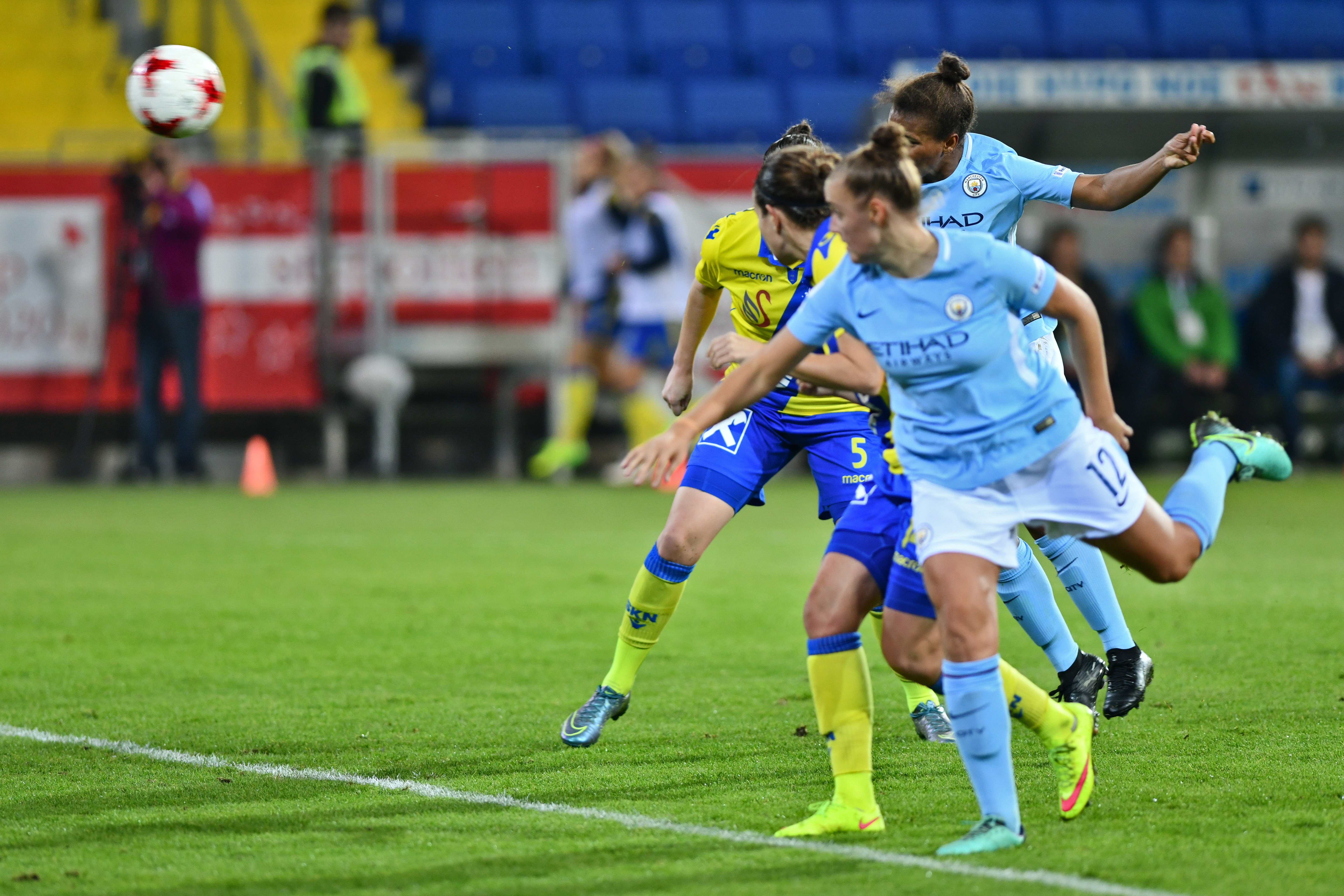
Parris kopt de bal in een Champions League 201/18 wedstrijd in oktober 2017

Parris maakte haar debuut in de Champions League voor Manchester City op 6 oktober 2016 tijdens een 2-0 overwinning op Zvezda-2005 Perm. Ze kwam in zeven wedstrijden in actie en werd mer haar ploeg uitgeschakeld tegen Olympique Lyon.
In het seizoen 2016/17 won Parris mer haar club de FA Cup. Tijdens het seizoen 2017/18 kwam Parris elf keer tot scoren. Met twee doelpunten tegen Sunderland hielp Parris Manchester City aan de koppositie. Ook kwam ze op 11 februari 2018 tweemaal tot scoren tegen Liverpool. In mei 2018 maakte ze een hattrick tegen Yeovil Town FC. Manchester City eindigde dat seizoen op de tweede plaats.
Parris kwam in acht wedstrijden in actie in de UEFA Women's Champions 20118/19. Ze maakte vier doelpunten, waaronder de winnende tegen Lillestrøm en Linköpings FC. Parris hielp Manchester City met het behalen van de halve finale.
In november 2017 tekende Parris een nieuw contract waardoor ze tot aan het einde van het seizoen 2018/19 aan Manchester City verbonden bleef. Tijdens het seizoen 2018/19 maakte Parris negentien doelpunten in negentien wedstrijden. Daarmee was ze tweede op de topscoorderlijst van de Super League en werd ze all-time topscoorster. Ook behaalde ze de tweede plaats in all-time assists. Parris begon het seizoen met een dubbelslag tegen haar oude club Everton FC. Dit deed ze nog een keer in een 7-1 overwinning op West Ham United. Na opnieuw twee doelpunten tegen Liverpool werd Parris all-time topscoorster en stootte ze voormalig Chelsea speelster Eniola Aluko van de troon. Manchester City eindigde dat seizoen op de tweede plaats achter Arsenal. Door twee doelpunten van Parris behaalden de Citizens de finale van de League Cup, waarin Parris een nieuwe hoofdprijs won door Arsenal na penalty's achter zich te laten. In hetzelfde seizoen won ze ook de FA Cup voor een toeschouwersaantal van 43.264 fans in het Wembley Stadium.
Parris deed met Manchester City mee aan de Champions League waarin Atlético Madrid met 1-3 over twee wedstrijden te sterk was.
Op 11 mei 2019 maakte Parris bekend dat ze ma het seizoen 2018/19 Manchester City ging verlaten. Ze kwam in totaal tot 127 optredens voor de club waarin ze 62 doelpunten maakte. Met 25 assists was ze all-time assistgever na Karen Carney met 35. In 2019 werd Paris door de Football Writers’ Association uitgeroepen tot 'speelster van het jaar'.
Het Franse Olympique Lyon maakte op 19 juni 2019 de komst van Parris wereldkundig. Ze tekende een driejarig contract bij de club. Bij haar debuut op 24 augustus 2019 kwam Parris meteen tot scoren in een 6-0 overwinning op Marseille. Een dubbelslag tegen Montpellier HSC betekenden haar laatste doelpunten van het seizoen. Het seizoen 2019/20 werd namelijk vroegtijdig beëindigd door de coronapandemie. In vijftien competitiewedstrijden kwam Parris tot tien doelpunten. Door op de eerste plaats te staan ten tijde van het beëindigen van het seizoen behaalde Olympique Lyonnais Champions League voetbal. In het seizoen Champions League 2019/20 kwam Parris tot zes doelpunten, maar ze miste de finale door met twee keer veel van het veld gestuurd te worden tegen Paris Saint-Germain. Zonder Parris won Olympique Lyon de Champions  League  voor de vijfde keer op rij na een 3-1 overwinning op VfL Wolfsburg in de finale.
Op 11 september 2020 maakte Parris gaaf eerste doelpunt van het seizoen 2020/21 in een 3-0 overwinning op Stade de Reims. Tijdens  een wedstrijd tegen Soyaux op 13 november 2020 kwam ze tweemaal tot scoren. Tegen GPSO 92 Issy kwam Parris viermaal tot scoren. Door een dubbelslag van Parris tegen Paris FC kwam haar seizoenstotaal op elf doelpunten.
Na twee seizoen bij Olympique Lyon keerde Parris op 2 juli 2021 voor een recordbedrag terug in Engeland bij Arsenal. Ze maakte haar eerste doelpunt voor de Londenaren op 18 augustus 2021 in een Champions League 2021/22 wedstrijd tegen het Turkse Okzhetpes. In een wedstrijd tegen Aston Villa maakte Parris haar vijftigste Super League doelpunt op 1 mei 2022.

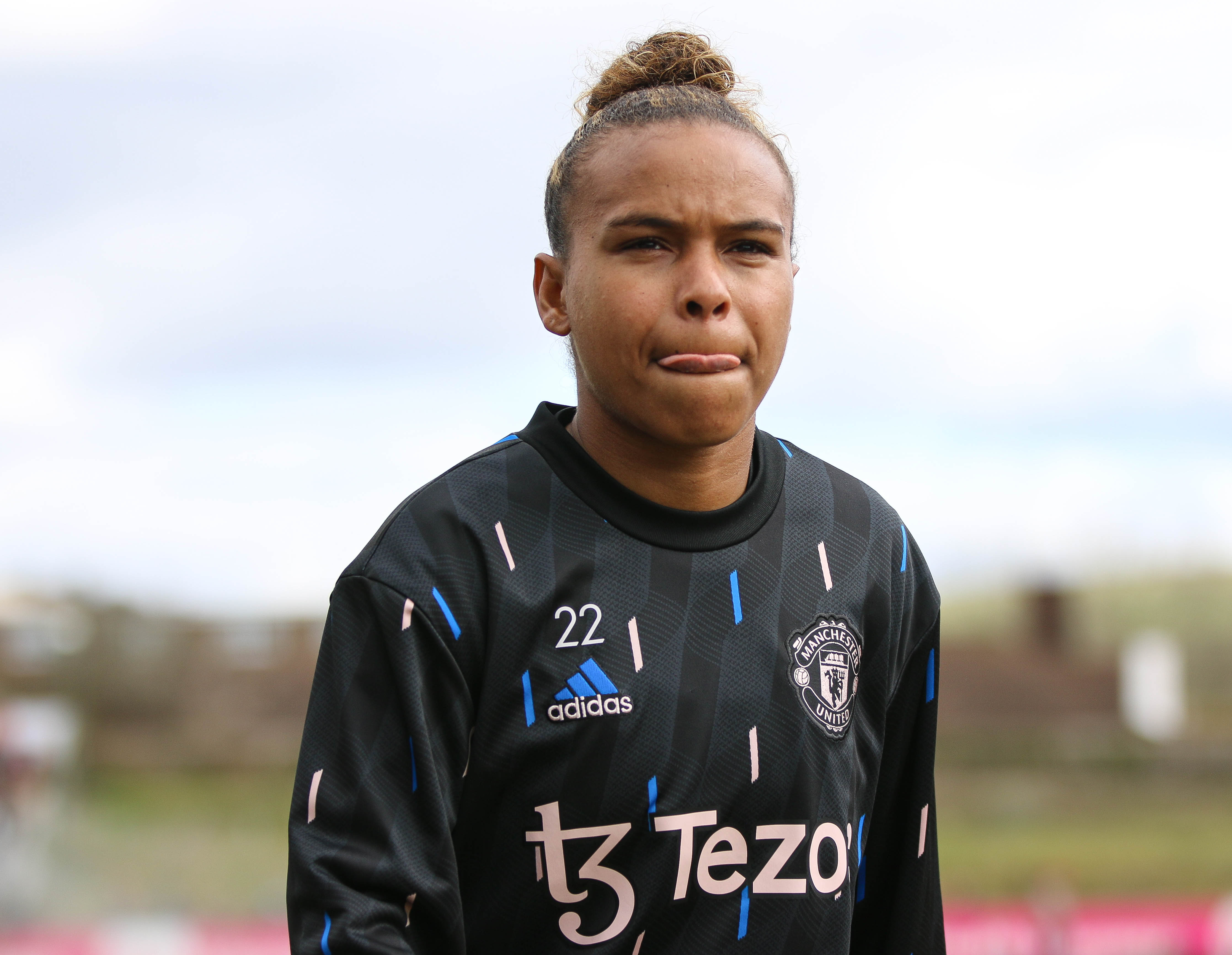
Parris bij Manchester United

Op 6 augustus 2022 werd bekend dat Manchester United Parris had aangetrokken.
In november 2023 na zes keer tot scoren te zijn gekomen in zes wedstrijden, waaronder een hattrick tegen Everton in de League Cup, werd Paris benoemd tot Manchester United speelster van de maand. Op 28 januari 2024 maakte Parris beide doelpunten in een 2-1 overwinning op Aston Villa. Ze was topscoorster van United met dertien doelpunten in zestien wedstrijden. In mei 2024 won Parris de FA Cup door Tottenham Hotspur met 4-0 in de finale te verslaan.
Op 13 september 2024 maakte Parris de overstap naar competitiegenoot Brighton & Hove Albion. Op 5 oktober 2024 scoorde ze haar eerste doelpunt voor de club in een 4-2 overwinning op Aston Villa.
Parris tekende op 26 juli 2025 een tweejarig contract bij het naar de Super League gepromoveerde London City Lionesses.

## Statistieken
| Seizoen | Club                   | Land      | Competitie   | Wedstrijden | Doelpunten |
| ------- | ---------------------- | --------- | ------------ | ----------- | ---------- |
| 2011    | Everton FC             | Engeland  | Super League | 3           | 0          |
| 2012    | Everton FC             | Engeland  | Super League | 10          | 0          |
| 2013    | Everton FC             | Engeland  | Super League | 11          | 6          |
| 2014    | Everton FC             | Engeland  | Super League | 13          | 6          |
| 2015    | Manchester City        | Engeland  | Super League | 13          | 4          |
| 2016    | Manchester City        | Engeland  | Super League | 16          | 1          |
| 2017    | Manchester City        | Engeland  | Super League | 6           | 2          |
| 2017/18 | Manchester City        | Engeland  | Super League | 18          | 11         |
| 2018/19 | Manchester City        | Engeland  | Super League | 19          | 19         |
| 2019/20 | Olympique Lyon         | Frankrijk | Division 1   | 15          | 8          |
| 2020/21 | Olympique Lyon         | Frankrijk | Division 1   | 20          | 13         |
| 2021/22 | Arsenal                | Engeland  | Super League | 18          | 1          |
| 2022/23 | Manchester United      | Engeland  | Super League | 21          | 4          |
| 2023/24 | Manchester United      | Engeland  | Super League | 21          | 8          |
| 2024/25 | Manchester United      | Engeland  | Super League | 0           | 0          |
| 2024/25 | Brighton & Hove Albion | Engeland  | Super League | 22          | 7          |
| 2024/25 | Brighton & Hove Albion | Engeland  | Super League | 22          | 7          |
| 2025/26 | London City Lionesses  | Engeland  | Super League | 0           | 0          |
| Totaal  | Totaal                 | Totaal    | Totaal       | 227         | 90         |

Laatste update: 1 augustus 2025

## Interlandcarrière

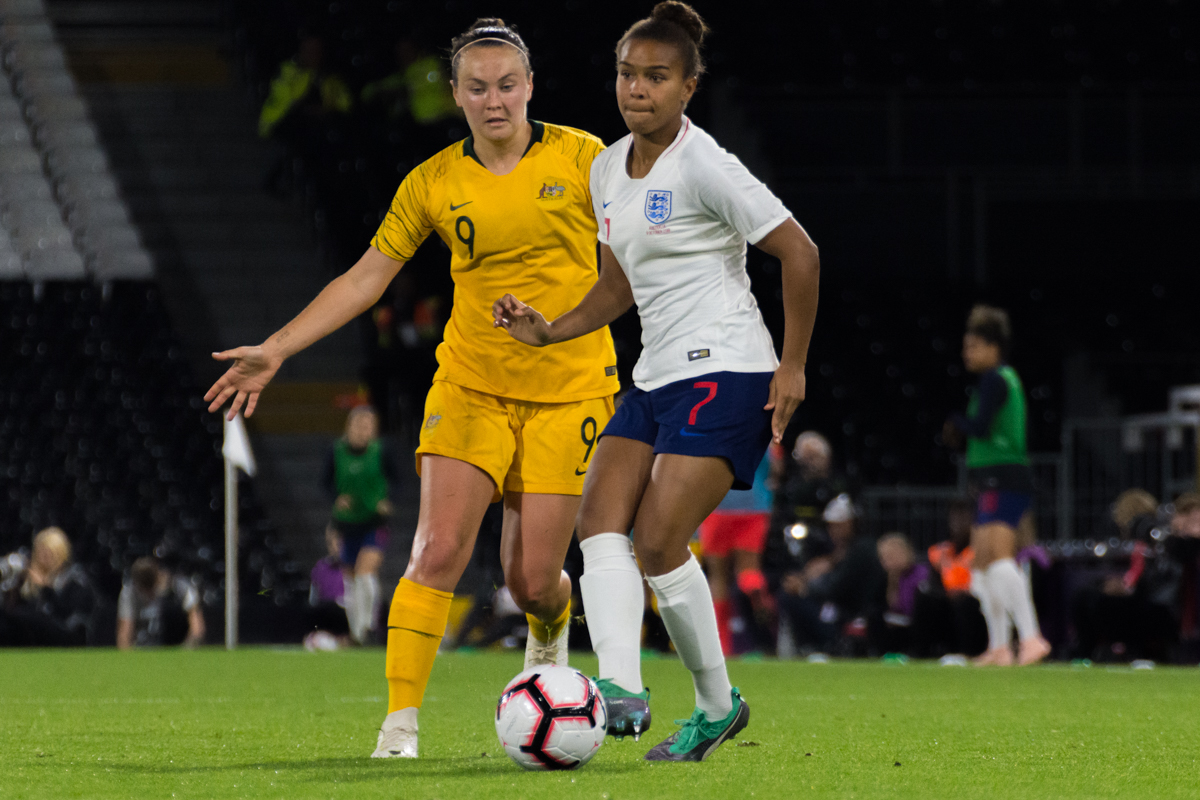
Parris (rechts) bij het Engelse nationale team in oktober 2018

Parris maakte haar debuut in het Engelse nationale team op 4 juni 2016 tijdens een EK 2017 kwalificatiewedstrijd tegen Servië. Ze gaf een assist in de 7-0 overwinning op het Balkanland.  Drie dagen later maakte Parris opnieuw haar opwachting en wist ze tweemaal tot scoren te komen.
Parris werd geselecteerd voor het EK 2017, waarop ze in de groepswedstrijd tegen Portugal tot scoren kwam. Engeland eindigde bovenaan groep F. In de kwartfinales volgde uitschakeling na een 3-0 nederlaag tegen Nederland.

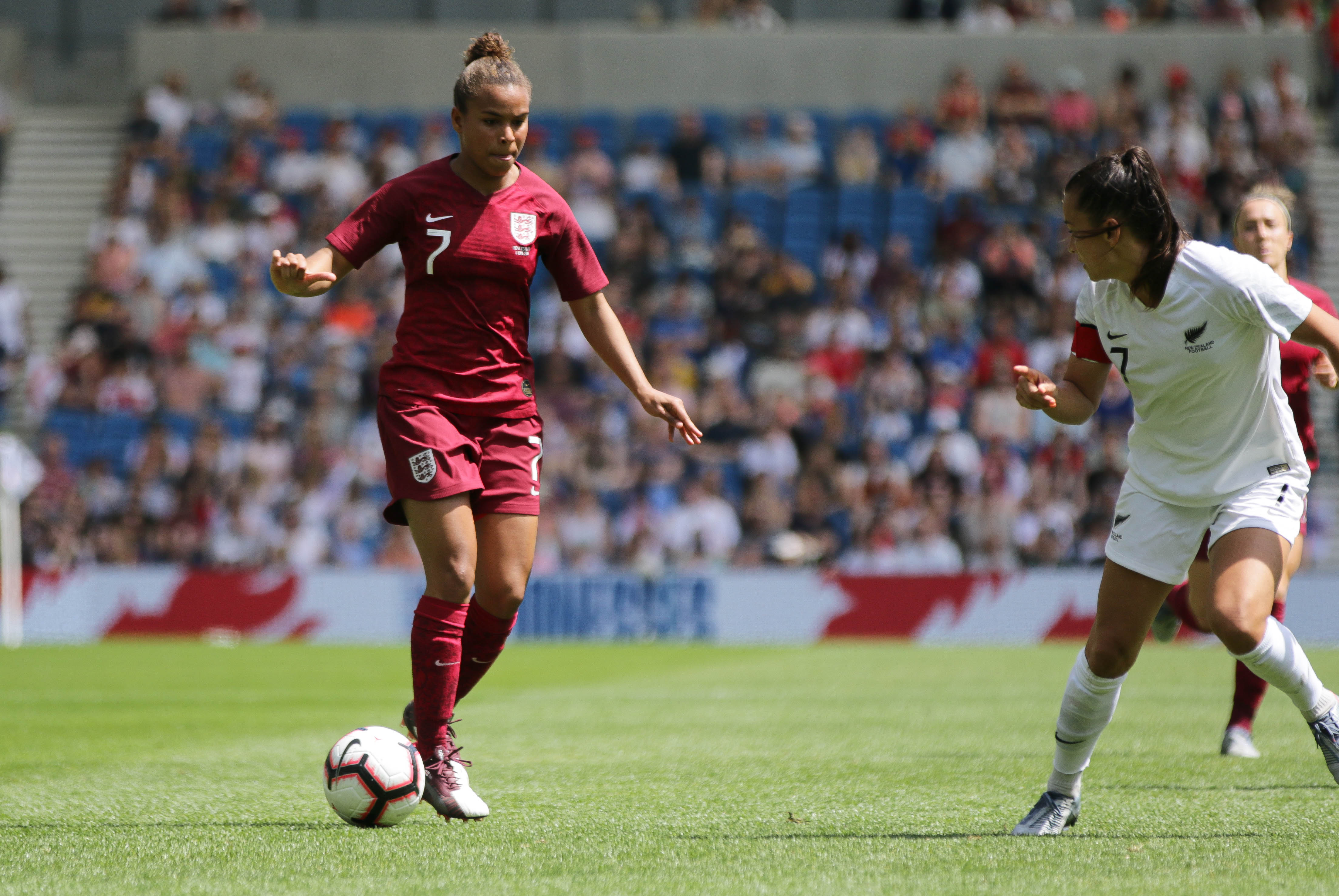
Nikita Parris (links) bij het Engelse nationale team in 2019.

Parris kwam op 2 maart 2019 tot scoren tegen de Verenigde Staten in een 2-2 gelijkspel in de SheBelieves Cup. Engeland wist het toernooi voor het eerst te winnen dat jaar. Mede door zes doelpunten van haar, wisten Parris en haar land zich te plaatsen voor het WK 2019.
De selectie van Parris in de Engelse selectie voor op het WK 2019 werd bekendgemaakt door David Beckham. Parris maakte haar eerste doelpunt op een WK vanaf de penaltystip tegen Schotland. Door de FIFA werd ze opgenomen in het elftal van de wedstrijd. Ondanks twee missers vanaf de penaltystip later in het toernooi, behield bondscoach Phil Neville het vertrouwen in Parris als penaltyneemster  In halve finale tegen de Verenigde Staten nam teamgenote Steph Houghton echter de penalty. De penalty van Houghton werd eveneens gestopt en Engeland eindigde het WK 2019 op de vierde plaats. Op 28 augustus 2019 benutte Parris succesvol een penalty in een vriendschappelijke wedstrijd tegen België. Vijf dagen later volgde een assist op Georgia Stanway on een 2-1 nederlaag tegen Noorwegen.
In juni 2022 werd Parris opgenomen in se Engelse selectie voor op het EK 2022 in eigen land. Met Engeland werd ze Europees kampioen door Duitsland in de finale met 2-1 na verlenging te verslaan.
Parris stond op plek 196 in een eeuwige ranglijst ter ere van de vijftigste verjaardag van The FA.
Na twee jaar niet geselecteerd te zijn geweest, maakte Parris na een paar sterke optredens in het shirt van Brighton & Hove Albion haar comeback in de nationale ploeg.
Op 26 februari 2025 kwam Parris als invalster binnen de lijnen in een wedstrijd tegen Spanje. Het was haar eerste optreden in de Engelse ploeg sinds 15 november 2022.
1 Earps ·
2 Bronze ·
3 Daly ·
4 Walsh ·
5 Greenwood ·
6 Bright ·
7 Mead ·
8 Williamson  ·
9 White ·
10 Stanway ·
11 Hemp ·
12 Carter ·
13 Hampton ·
14 Kirby ·
15 Stokes ·
16 Scott ·
17 Parris ·
18 Kelly ·
19 England ·
20 Toone ·
21 Roebuck ·
22 Wubben-Moy ·
23 Russo ·
Coach: Wiegman